# Veitskirche (Jauntal)

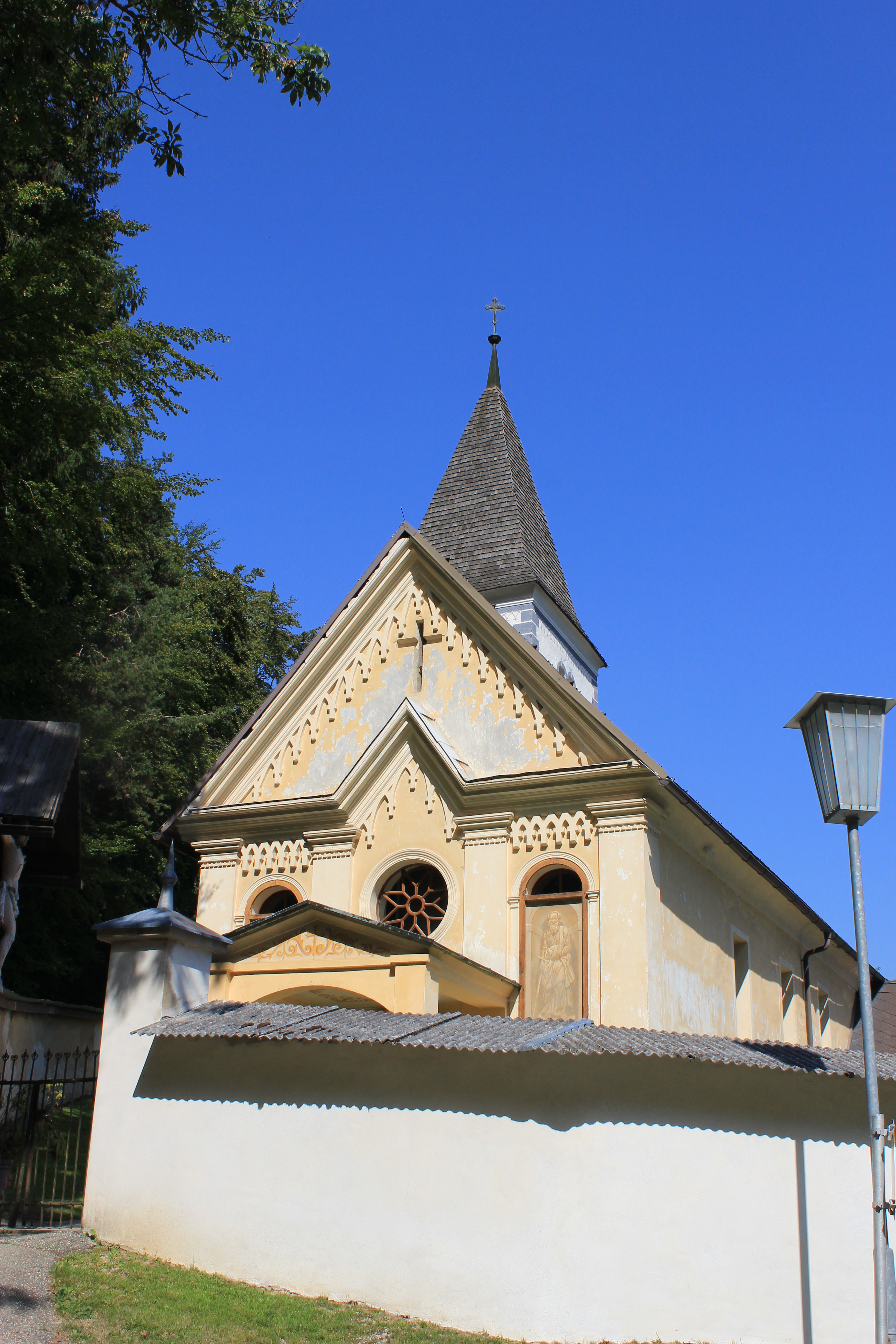
Pfarrkirche St. Veit im Jauntal

Die römisch-katholische Pfarrkirche St. Veit im Jauntal/Št. Vid v Podjuni in der Gemeinde Sankt Kanzian am Klopeiner See gehört innerhalb des Dekanats Eberndorf/Dobrla vas zur Diözese Gurk. Die Kirche steht unter Denkmalschutz.

## Baubeschreibung
Die 1470 erstmals erwähnte Kirche ist ein vermutlich im Kern gotischer Bau, der nach einem Brand 1760 erneuert und verlängert wurde. Weitere starke Veränderungen erfuhr die Kirche im 19. Jahrhundert sowie 1896, als die Kirche nochmals verlängert wurde. Dabei wurden die Westfassade und das Vordach neugotisiert.
Im Inneren verbindet ein Triumphbogen mit einem gedrückten Spitzbogen auf kurzen Rundpfeilern das flachgedeckte Langhaus mit dem queroblongen, netzrippenüberwölbten Chorjoch. Der Turm steht an der Nordseite, die Sakristei an der Südseite.

## Einrichtung
Die drei Altäre fertigte 1896 Peter Markovic. Der Hochaltar birgt in der Mittelnische den heiligen Veit, ihm zur Seite der heilige Modestus, seine Amme und die heilige Crescentia; seitlich stehen die Heiligen Stephanus und Markus. Der linke Seitenaltar trägt die Statue des heiligen Josefs mit Jesuskind, flankiert von den Heiligen Antonius Eremita und Florian. Am rechten Seitenaltar steht eine Muttergottes mit Kind, umgeben von ihren Eltern Anna und Joachim.
Den Taufsteinaufsatz mit Szenen der Taufe Christi schuf 1882 Thomas Waldner.
Den Kreuzweg im Nazarenerstil mit slowenischsprachigen Spruchbändern malte 1867 wohl Andreas Melchior.
Die Glocke goss 1830 V. Gollner.